# Bell XP-83
El Bell XP-83 (más tarde redesignado ZXF-83) fue un prototipo de caza de escolta estadounidense, diseñado por la Bell Aircraft durante la Segunda Guerra Mundial. Voló por primera vez en 1945. Siendo uno de los primeros cazas a reacción, sus limitaciones incluían la falta de potencia y pronto fue eclipsado por diseños más avanzados. 

## Diseño y desarrollo
Los primeros cazas a reacción consumían combustible a un ritmo prodigioso, que limitaba severamente su alcance y autonomía. En marzo de 1944, las Fuerzas Aéreas del Ejército de los Estados Unidos solicitaron a Bell que diseñase un caza con autonomía incrementada, y formalmente le concedió un contrato por dos prototipos, el 31 de julio de 1944.
Bell había estado trabajando en su diseño de interceptor Model 40 desde 1943. Fue rediseñado como un caza de escolta de largo alcance, reteniendo el diseño general del P-59 Airacomet. Dos motores turborreactores General Electric J33-GE-5 fueron localizados en cada raíz alar, lo que dejaba libre el gran y abultado fuselaje para los depósitos de combustible y el armamento. El fuselaje era semimonocasco totalmente metálico, capaz de llevar 4350 l de combustible; además, podía llevar dos depósitos lanzables de 950 l. La cabina estaba presurizada, y la pequeña y baja cubierta era de tipo de burbuja. El armamento iba a ser de seis ametralladoras de 12,7 mm en el morro.

### Pruebas
Los primeros informes de túnel de viento habían identificado inestabilidad direccional, pero el "arreglo" de una cola mayor no estaría listo a tiempo para las pruebas de vuelo. El primer prototipo fue volado el 25 de febrero de 1945, por el piloto de pruebas jefe de Bell, Jack Woolams, que lo encontró falto de potencia e inestable. Las limitadas pruebas de vuelo proporcionaron satisfactorias características de vuelo, aunque las barrenas estaban restringidas hasta que fuera instalada la cola más grande. El segundo prototipo incorporó la cola extendida y un sistema de impulso de los alerones. Una característica única era el rechazo del XP-83 a "decelerar", debido a su elegante forma aerodinámica y a la falta de resistencias; los pilotos se vieron forzados a volar largas y planas aproximaciones de aterrizaje.
El primer prototipo fue usado en 1946 como bancada de estatorreactor, con una estación para el ingeniero, localizada en el fuselaje, detrás del piloto. El 14 de septiembre de 1946, uno de los estatorreactores se incendió, y el piloto "Slick" Goodlin y el ingeniero Charles Fay tuvieron que lanzarse en paracaídas. El segundo prototipo voló el 19 de octubre y fue desguazado en 1947. Excepto por el alcance, el XP-83 era inferior al P-80 Shooting Star de Lockheed, y el proyecto del XP-83 fue cancelado en 1947.

## Operadores
Estados Unidos
- Fuerzas Aéreas del Ejército de los Estados Unidos

## Especificaciones
Referencia datos: War Planes of the Second World War

### Características generales
- Tripulación: Un piloto (primer prototipo equipado con una estación de ingeniero, con una puerta de entrada bajo el fuselaje)
- Longitud: 16,2 m (53 ft)
- Envergadura: 13,7 m (44,8 ft)
- Altura: 4,7 m (15,3 ft)
- Superficie alar: 40 m² (430,6 ft²)
- Peso vacío: 6400 kg (14 105,6 lb)
- Peso cargado: 10 930 kg (24 089,7 lb)
- Peso máximo al despegue: 12 500 kg (27 550 lb)
- Planta motriz: 2× turborreactor General Electric J33-GE-5.
  - Empuje normal: 18 kN (1835 kgf; 4047 lbf) de empuje cada uno.

### Rendimiento
- Velocidad nunca excedida (Vne): 840 km/h a 4775 m
- Alcance: 2785 km (combustible interno), 3300 km (con depósitos lanzables)
- Techo de vuelo: 14 000 m (45 932 ft)
- Régimen de ascenso: 28,7 m/s (5650 ft/min)
- Carga alar: 273 kg/m² (55,9 lb/ft²)

### Armamento
- Ametralladoras: 

  - 6 x Browning M2 de 12,7 mm o
  - 6 x T17E3 de 15,2 mm (prototipos) o
  - 4 x Hispano-Suiza HS.404 de 20 mm o
  - 1 x cañón de 37 mm en el morro
- Bombas: 

  - 2 de 454 kg o
  - 2 depósitos lanzables de 950 l

## Aeronaves relacionadas

### Desarrollos relacionados
- Bell P-59 Airacomet

### Secuencias de designación
- Secuencia Numérica (interna de Bell): ← 36 - 38 - 39 - 40 - 41 - 42 - 43 →
- Secuencia P-_ (Cazas (Pursuit) del USAAC/USAAF/USAF, 1924-1962): ← P-80/F-80 - XP-81 - P-82/F-82 - P-83 - P-84/F-84/F/H - P-85/F-85 - P-86/F-86/D →